# Das Unglaubliche
Das Unglaubliche ist ein Schwank. Er steht in Johann Wilhelm Wolfs Deutsche Hausmärchen an Stelle 47.

## Inhalt
Ein Edelmann fährt immer stolz mit vier Pferden aus. Einen Bauer ärgert das, er fährt mit dem Heuwagen und sechs Pferden hinterher. Der Edelmann verklagt ihn. Der Richter urteilt, der dürfe fahren, der eine Lüge erzählt, die der andere nicht glaubt. Der Edelmann beginnt, seine Leute hätten gestern Korn gedroschen, das habe er gesät und schon Brot davon. Der Bauer kontert, er habe gestern Eicheln gesät und heute aus dem Holz eine Leiter in den Himmel gebaut. Dort sei des Edelmanns Großvater Sauhirt. „Das ist gelogen“, schreit der Edelmann, und der Bauer darf fahren.

## Herkunft
Der Titel Das Unglaubliche ist bei Wolf nicht mit einem Sternchen (*) versehen, was laut seiner Vorrede anzeigt, dass er selbst den Text ausarbeitete. Vgl. Grimms Der Dreschflegel vom Himmel.